# Prožinska vas
Prožinska vas este o localitate din comuna Štore, Slovenia, cu o populație de 464 de locuitori.